# 봉려
봉려(奉礪, 1375년 ~ 1436년)는 조선의 문신이다. 본관은 하음(河陰)이다. 딸은 왕세자빈(王世子嬪) 순빈 봉씨(純嬪 奉氏)이다. 형조·병조·호조·이조의 참판을 거쳐 지돈녕부사에 이르렀다. 시호는 공숙(恭肅)이다.

## 생애
음직(蔭職)으로 여러 벼슬을 거쳐 사헌부 감찰(監察)이 되고, 외직으로 나가서 창녕 현감(昌寧縣監)이 되었다. 1429년(세종 11) 딸이 왕세자빈(王世子嬪)이 되면서, 관계(官階)를 뛰어 종부시 소윤(宗簿寺少尹)에 임명되고, 1430년 첨지돈녕부사(僉知敦寧府事)로 승진하였다. 1431년 이조참의로 옮겼다가 곧 이어 동지총제(同知摠制)로 승진되고 형조·병조의 참판을 지냈다. 1434년 호조참판이 되었고, 1435년 진헌사(進獻使)로 명나라에 다녀온 뒤 이조참판이 되었다.
1436년 지돈녕부사에 이르러 졸하니, 나이 62세이다. 1일 동안 조회를 폐하고 관(官)에서 장사를 치렀다. 시호를 공숙(恭肅)이라고 하니, 일을 공경하여 윗사람을 받드는 것을 공(恭)이라 하고, 마음을 잡아 결단하는 것을 숙(肅)이라 한다.

## 가족
- 아버지 : 봉유례(奉由禮)
  - 딸 : 순빈 봉씨(純嬪 奉氏)
  - 사위 : 조선 제5대 왕 문종(文宗)
  - 아들 : 봉극화(奉克和)
  - 아들 : 봉극유(奉克柔)